# Vertical Aerospace VX4
Le  Vertical Aerospace VX4 est un eVTOL conçu pour le transport urbain décarboné, avec une puissance améliorée et un rapport poids/puissance optimisé. Il est fabriqué au Royaume-Uni, en attente de certification pour ses essais en vol. En novembre 2024, ce taxi aérien eVTOL a réalisé ses premiers vols libres, avec une bonne stabilité en vol stationnaire. C'est l'une des causes pour lesquelles plus de 1 500 intentions d'achat sont déjà enregistrées.

## Historique
- Juin 2021 : American Airlines annonce une précommande conditionnelle initiale de 250 VX4, avec une option pour 100 unités supplémentaires.
- Septembre 2021 : Début officiel de la collaboration entre Vertical Aerospace et GKN Aerospace.

- GKN commence le développement des faisceaux de câbles pour le VX4.
- Août 2022 : Flying Group, une compagnie d'aviation d'affaires belge, exprime son intérêt pour 50 VX4. Création d'un groupe de travail pour explorer les usages du VX4 en aviation d'affaires.
- Juillet 2023 : Le prototype grandeur nature du VX4 réussit les essais en vol de poussée à distance. Le prototype atteint une vitesse cible de 70 km/h et dépasse les objectifs de performances de 10 à 30 %.
- Début Septembre 2024 : Fin de la phase 1 des essais en vol. Collecte et analyse de plusieurs milliers de gigaoctet de données. Autorisation UK CAA permettant au prototype de passer à des vols non entravés.
- Novembre 2024 : Phase 2 des essais en vol : premiers vols libres non entravés réalisés au site d’essai de l’aéroport de Cotswold. Simon Davies, pilote d’essai en chef, souligne la « stabilité exceptionnelle en vol stationnaire ».
- Décembre 2024 : Début des essais de la phase 3 : exploration du domaine de vol de transition à haute altitude.
- 2025 (objectif) : Entrée en service commerciale prévue pour le VX4[2],[3],[4].

## Caractéristiques techniques du VX4
| Catégorie                  | Caractéristique           | ! Détail |
| -------------------------- | ------------------------- | --- |
| Performances générales     | Distance maximale         | 160 km |
| Performances générales     | Vitesse de croisière      | 240 km/h |
| Performances générales     | Capacité                  | Un pilote et quatre passagers |
| Design et construction     | Structure                 | Carbone composite léger et robuste (partenaires : Syensqo et Leonardo)                                                                                             |
| Design et construction     | Propulseurs               | Huit hélices en carbone composite, contrôle précis de l’élévation et de la direction                                                                               |
| Design et construction     | Technologie acoustique    | Technologie LNS pour une réduction maximale du bruit, quasi inaudible en milieu urbain                                                                             |
| Système de vol et sécurité | Certification             | Conforme aux normes UK CAA/EASA SC-VTOL, équivalent aux standards des avions commerciaux                                                                           |
| Système de vol et sécurité | Systèmes de contrôle      | Avionique numérique avancée (partenariat avec Honeywell), évolutive par mises à jour logicielles                                                                   |
| Cabine et confort          | Disposition               | Sièges spacieux avec capacité de rangement généreuse |
| Cabine et confort          | Conception intérieure     | Matériaux innovants et design axé sur le confort et la connectivité                                                                                                |
| Source d’énergie           | Batterie                  | Technologie propriétaire développée par le Vertical Energy Centre (VEC), utilisant des cellules cylindriques Molicel pour une charge rapide et une haute puissance |
| Avantages opérationnels    | Maintenance réduite       | Systèmes simplifiés par rapport aux hélicoptères, inspections moins fréquentes                                                                                     |
| Avantages opérationnels    | Configurations modulables | Adaptabilité pour divers besoins et marchés |
| Autre                      | Émission sonore           | Presque silencieux en vol |
| Autre                      | Type de vol               | Transition verticale/horizontale optimisée |